# Claude Arpin
Claude Arpin est un reporter-photographe indépendant français né dans le massif du Jura le 31 décembre 1940, et porté disparu au Cambodge le 6 avril 1970.

## Biographie
Claude Arpin-Pont naît dans le massif du Jura, le 31 décembre 1940.

### Pendant la guerre d’Algérie
Ancien parachutiste des troupes coloniales au 2e RPC, il soutient la cause de l’Algérie française. 
Déserteur à la suite du putsch des généraux contre le général de Gaulle, il est recruté dans les commandos de choc de l’OAS. Arrêté, il est condamné pour divers cambriolages et vols à main armée à six années de prison en 1961.
Emprisonné successivement à la Santé, Fresnes et Toul, il est libéré en 1965.

### Pendant la guerre du Vietnam
Devenu reporter-photographe indépendant, Claude Arpin est pigiste à l’agence Gamma, puis il part couvrir la guerre au Viêt Nam en 1970 pour le compte du magazine américain Newsweek.
Il disparaît à Chi-Pou, sur la route nationale no 1 qui mène au Viêt Nam le 6 avril 1970,,, avec Akira Kusak et Yujiro Takagi, reporters d’images japonais et leur chauffeur cambodgien. Son véhicule et son matériel photographique seront retrouvés sur place. Claude Arpin a 29 ans. 
Entre le 5 et le 10 avril 1970, neuf journalistes étrangers disparaissent, dont Gilles Caron avec Guy Hannoteaux et le coopérant Michel Visotpuis Sean Flynn, Dana Stone autour de la route nationale no 1. Marc Filloux et sa compagne laotienne Manivanh eux, seront portés disparus 3 ans plus tard en 1974, sur la route n°13, également dans une zone contrôlée par les khmers rouges de Pol Pot. 

### Hommages et postérité

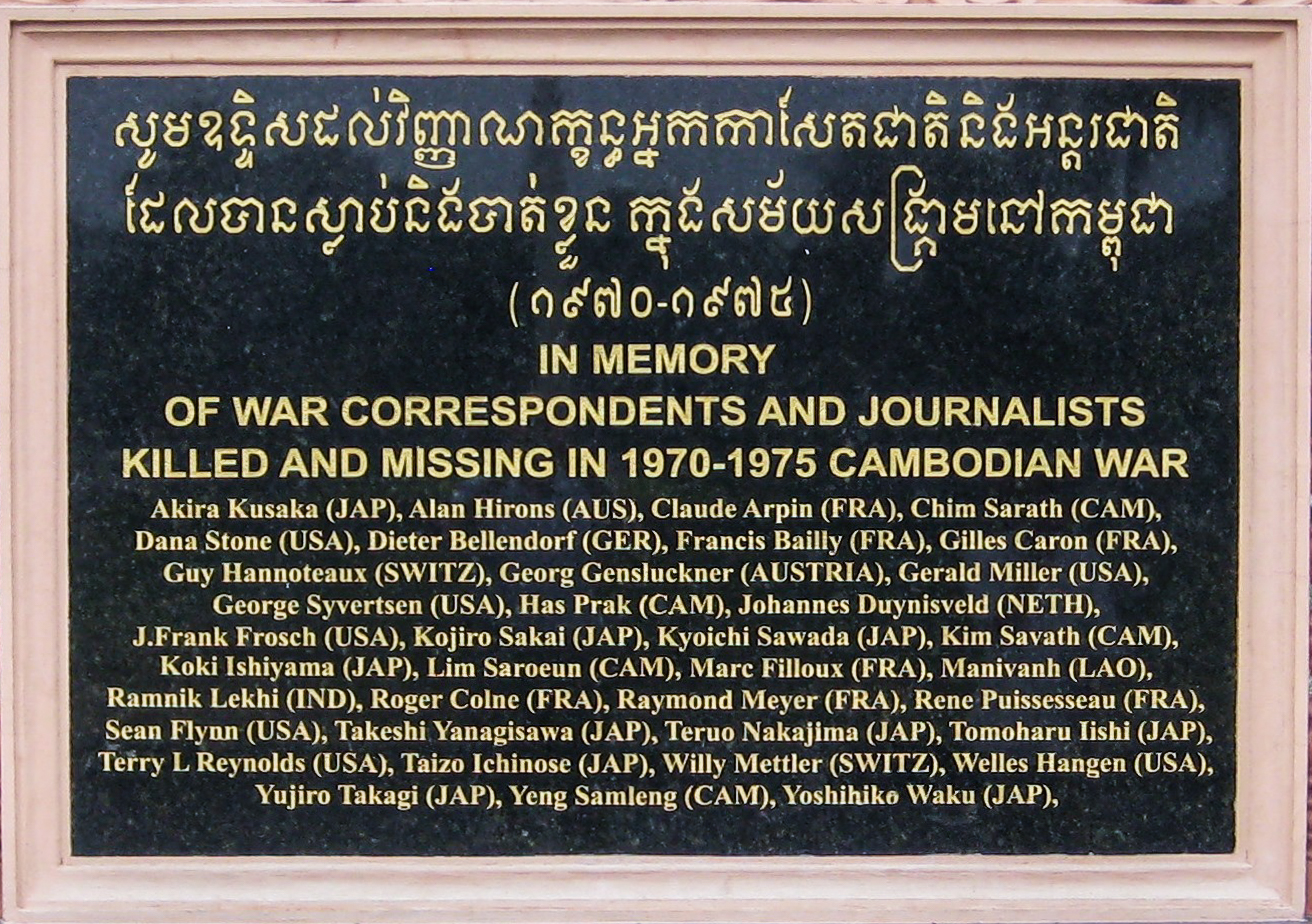
Mémorial à la mémoire des journalistes tués au Cambodge 1970-1975

Son nom est inscrit sur la stèle de l'année 1970 du Mémorial des reporters de Bayeux, ainsi que sur le monument à la mémoire des trente-sept correspondants et journalistes tués ou portés disparus pendant la guerre du Cambodge entre 1970 et 1975, élevé à Phnom Penh en 2013.